# Snekkersten-ulykken
 Ikke at forveksle med Ulykken i Snekkersten 1. februar 1957.
Snekkersten-ulykken var en jernbaneulykke, der skete d. 18. maj 1988 i Snekkersten i Nordsjælland.
Et tog på lokalbanen Lille Nord, der kører mellem Hillerød og Helsingør, kørte igennem en stopbom ved Snekkersten og væltede ned fra en viadukt pga. afsporing. I alt 12 mennesker blev kvæstet.
Ulykken blev overværet af en gruppe børn og pædagoger på vej hjem til Smakkens fritidshjem efter en omgang frittercup på Snekkersten skole.
Flere af børnene stod faktisk lige på den anden side af tunnellen,(de var netop blevet kaldt tilbage af pædagogerne for at alle kunne følges i flok), da toget kørte ned af skrænten og landede på vejbanen foran dem.